# Salmon (Kobuk)
Pour les articles homonymes, voir Salmon River.
La Salmon (en anglais : Salmon River) est un cours d'eau américain qui s'écoule dans le borough de Northwest Arctic, en Alaska. Cet affluent direct du Kobuk est entièrement protégé au sein du parc national de Kobuk Valley.